# 異足凱介殼蟲
異足凱介殼蟲（学名：Kilifia acuminata）为介殼蟲科凱介殼蟲屬下的一个种。